# Biglietto (araldica)
Biglietto è un termine utilizzato in araldica per indicare un quadrilungo che si mette in palo. Se disegnato in prospettiva, diventa mattone
In Italia i biglietti sono definiti, più frequentemente, plinti. Simboleggiano antica nobiltà, costanza e fermezza. Quando disegnati in orizzontale sono definiti coricati.

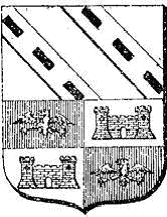
Biglietti posti in banda
Sei plinti d'oro, posti 2, 2 e 2 (Santo Stefano Quisquina)
Di rosso, a dieci biglietti coricati d'oro (Saint-Martin-la-Garenne, Francia)
Di rosso, a sei plinti d'oro, ordinati 3, 2, 1 (Ménilles, Francia)